# Arica School
Die Arica School, die auch den Namen Arica Institute trägt, ist im Human Potential Movement eine Bildungseinrichtung, die 1968 von Oscar Ichazo gegründet wurde.

## Geschichte
Nach der chilenischen Stadt Arica ist die Arica School benannt, deren Vorläufer südamerikanische Gruppen waren, die seit 1956 die Lehren von Ichazo studierten. Innerhalb dieser Schule erweiterte Ichazo das historische Enneagramm zu einem Enneagramm der Persönlichkeitstypen.
Seit 1971 hat die Bildungseinrichtung als eine Non-Profit-Organisation ihren Sitz in den USA. Gefördert wird die Schule von der Oscar Ichazo Foundation.